# Ampelisca tulearensis
Ampelisca tulearensis är en kräftdjursart. Ampelisca tulearensis ingår i släktet Ampelisca och familjen Ampeliscidae. Inga underarter finns listade i Catalogue of Life.